# Évasion Mont-Blanc
Ne doit pas être confondu avec Portes du Mont-Blanc ou Espace Diamant.
Évasion Mont-Blanc est un domaine skiable de France, en Haute-Savoie et en Savoie. Il est composé de la réunion du domaine skiable des portes du Mont-Blanc (Combloux, Cordon, le sommet des Salles et La Giettaz-en-Aravis) et des stations de Megève, Saint-Gervais-les-Bains/Saint-Nicolas-de-Véroce, Les Contamines et Hauteluce - Val Joly.
La partie Megève (Rochebrune et Mont d'Arbois) - Saint-Gervais constitue le 7e domaine skiable français en kilomètres de piste reliées par les remontées mécaniques (263 km) et le 3e domaine skiable français en prenant en compte l'ensemble des pistes, même non reliées par remontées mécaniques (445 km). Bien que le domaine de l'Espace Diamant ne soit pas inclus dans le forfait de ski, une liaison à ski existe par Hauteluce, ce qui porte le total des pistes à 637km, juste derrière les Portes du Soleil (650 km).

## Géographie
Le domaine skiable Portes du Mont-Blanc correspond à la partie nord du massif préalpin des Aravis. Cordon et Combloux se situent sur des replats dominant la vallée de l'Arve. La Giettaz, plus au sud, est au pied du col des Aravis. Le domaine skiable de Megève-Le Jaillet  constitue le versant ouest du large passage où s'est édifiée la commune de Megève et qui sépare le bassin-versant de l'Arve au nord, de celui de l'Arly, affluent de l'Isère, au sud. Le domaine Évasion Mont-Blanc, plus vaste, ajoute à cet ensemble des Portes du Mont-Blanc, le reste du domaine skiable de Megève avec les pôles du Mont d'Arbois et de Rochebrune, les domaines de Saint-Gervais-les-Bains / Saint-Nicolas-de-Véroce et des Contamines-Monjoie, dans la vallée du Bon Nant, au contact du Massif du Mont-Blanc et enfin Hauteluce Val Joly dans le Beaufortain. Une grande partie des pistes de ces domaines de moyenne montagne s'écoulent sur des pentes relativement douces, souvent bordées de forêts d'épicéas. Elles offrent des visions splendides sur le mont Blanc mais les altitudes relativement modestes des remontées mécaniques, entre 1 000  et   2 450 m peuvent limiter la durée de l'enneigement hivernal, dans une période de réchauffement climatique,,,.

## Situation et accès
Le domaine est accessible en transports par la ligne de train Saint-Gervais - La Roche-sur-Foron aux gares de Sallanches - Combloux - Megève et de Saint-Gervais-les-Bains - Le Fayet. La télécabine Le Valléen permet de relier la gare de Saint-Gervais-les-Bains au Bettex et donc au domaine du Mont d'Arbois. Depuis la gare de Sallanches - Combloux - Megève, la ligne Y83 du réseau de la région Auvergne-Rhône-Alpes relie Sallanches à Flumet en passant par Combloux, Megève, permettant ainsi de rejoindre le domaine Évasion-Mont-Blanc via les fronts de neige de Combloux, du Jaillet, du Mont-d'Arbois ou de Rochebrune.
Par la route, l'autoroute A40 permet de relier Genève, Annecy et Chamonix, ainsi que de rejoindre l'axe routier de l'autoroute A6, permettant l'accès à la région parisienne. L'accès depuis Albertville se fait par la route départementale 1212 qui remonte le val d'Arly jusqu'à Megève. Cette route permet l'accès au domaine par Chambéry, Grenoble, Valence et la basse vallée du Rhône.
Pour accéder au village des Contamines-Montjoie, il est nécessaire de remonter le val Montjoie depuis le village de Saint-Gervais-les-Bains via la route départementale 902. Cette partie du domaine Évasion Mont-Blanc n'est pas reliée au reste du domaine, se situant sur l'autre versant du Mont Joly et de l'aiguille Croche. 
Enfin, il est possible d'accéder au domaine des Contamines depuis Beaufort (Savoie) pour rejoindre le domaine d'Hauteluce Val Joly.

## Histoire

### Genèse et premières remontées mécaniques
Saint-Gervais-les-Bains et Megève ont deux histoires tournées vers l'agriculture et le tourisme depuis la fin du XIXe siècle. Saint-Gervais est connue pour ses thermes. Après la Seconde guerre mondiale, Noémie de Rothschild décide de créer une station climatique d'hiver en France pour éviter d'avoir à fréquenter des personnalités allemandes dans la luxueuse Saint-Moritz. C'est ainsi qu'elle choisit en 1921 Megève et en particulier le plateau situé au pied du Mont d'Arbois pour y installer les premiers hôtels de luxe comme la Palace des Neiges.
Il faut attendre 1933 et 1934 pour voir apparaître respectivement le téléphérique de Rochebrune puis le téléphérique du Mont d'Arbois et voir naître la pratique du ski de tourisme à Megève. Celle-ci est poussée par le champion de ski Émile Allais, inventeur du virage parallèle, créateur de l'école de ski de Megève et futur créateur de la station de ski de Courchevel, triple champion du monde de ski en 1937.

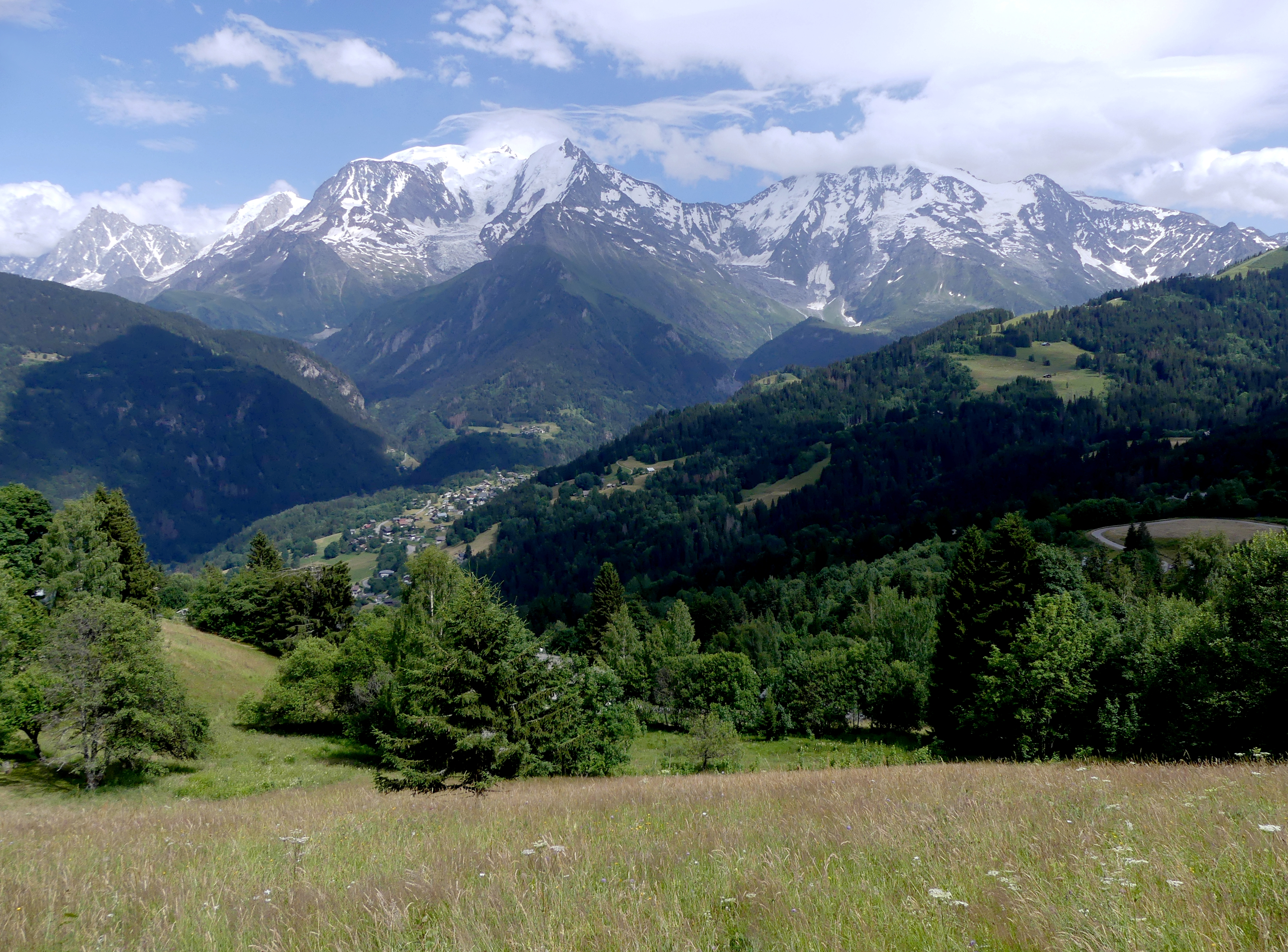
Le massif du Mont Blanc depuis le plateau du Bettex en été

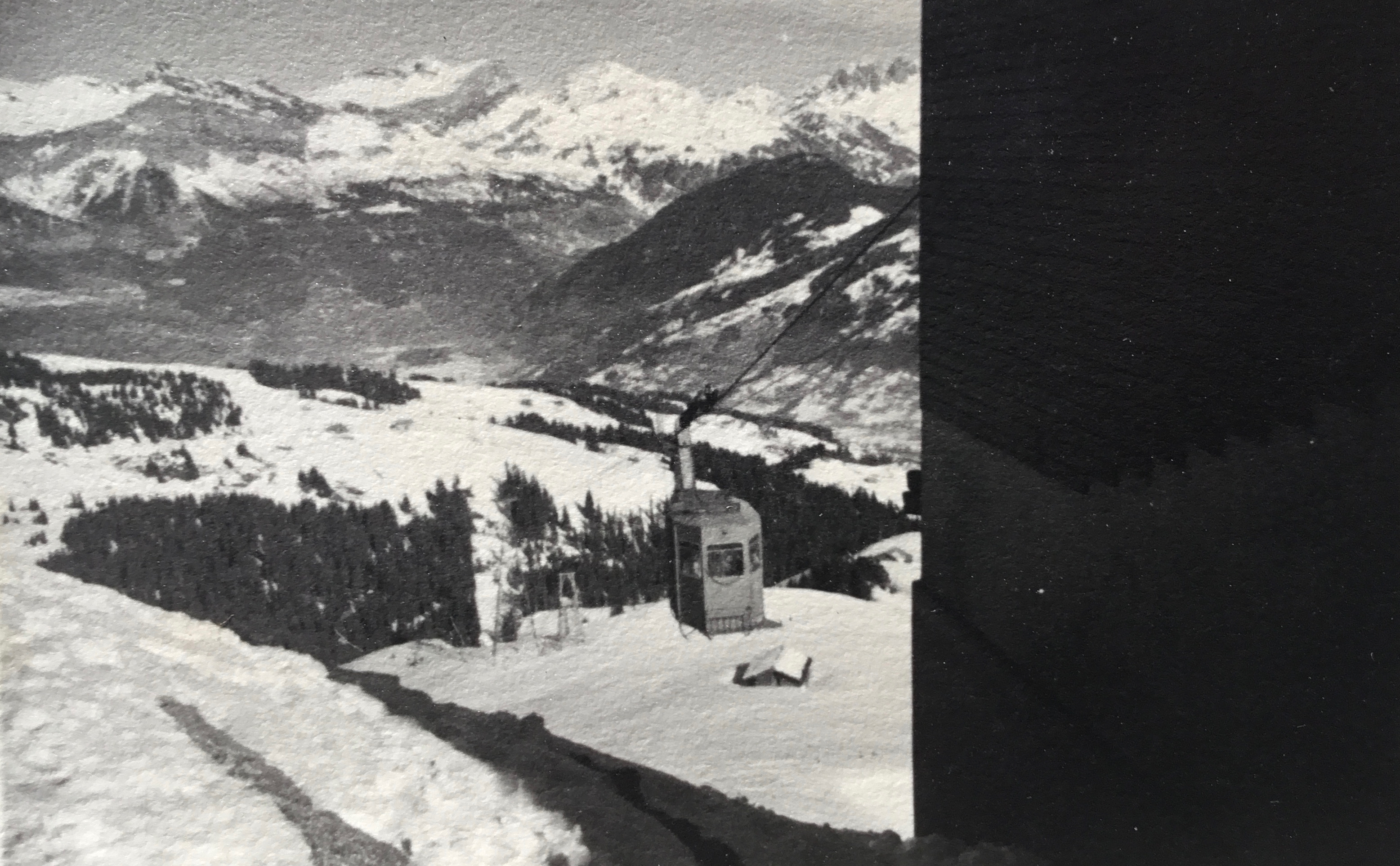
Arrivée du premier téléphérique du Bettex-Mont d'Arbois en 1937

De l'autre côté du Mont d'Arbois, la commune de Saint-Gervais-les-Bains choisit le plateau du Bettex pour installer ses pistes de ski. En 1936, le téléphérique Saint-Gervais-Le Bettex permet de relier le bourg au plateau, puis en 1937 le téléphérique du Bettex-Mont d'Arbois permet de relier le Mont d'Arbois.

### Constitution du domaine Évasion Mont-Blanc

#### Liaison et développement de Saint-Gervais - Megève
L'extension de la télécabine de la télécabine du Mont d'Arbois permet alors d'effectuer la liaison entre les domaines de Megève et de Saint-Gervais. Cette période correspond à l'essor du domaine skiable : en 1987 est mis en service le télésiège débrayable de l'Idéal, exploité par la SRMM ; en 1984 est mis en service le télésiège débrayable du Mont Joux en remplacement des deux téléskis datant des années 1930 (Mont Joux I et Mont Joux II) ; en 1981 est mis en service le télésiège de l'Alpette. Le rattachement en 1973 de la commune de Saint-Nicolas-de-Véroce à Saint-Gervais permet l'exploitation par la commune des pentes du Mont Joly : après l'installation du téléski du Vanay au plan de la Croix en 1970, le télésiège de l'Épaule est construit en 1979 et celui du Mont-Joly en 1983. Afin de rejoindre la route de Saint-Gervais à Saint-Nicolas, le télésiège des Chattrix est inauguré en 1982.
De plus, après la Seconde guerre mondiale est développé le secteur de la Côte 2000 à Megève, dont l'exposition permet de la « poudreuse de novembre à mai ». En 1993, au moment de la fin du contrat de la société des téléportés Megève Mont d'Arbois (STMMA), le domaine de la Côte 2000 est modernisé et deux télésièges Poma sont installés.
1985 est une date clef dans le domaine skiable Évasion Mont-Blanc : les domaines du Mont d'Arbois et de Rochebrune sont reliés par le funitel du Rocharbois.

#### Modernisation dans les années 1980 et 1990
Dans les années 1980, les communes délèguent l'exploitation des remontées mécaniques à des sociétés d'exploitation. Ainsi, les remontées mécaniques de la commune de Megève sont gérées par le société des remontées mécaniques de Megève (SRMM) et les remontées mécaniques de Saint-Gervais sont gérées par la société des téléportés Bettex Mont d'Arbois (STBMA). Les remontées mécaniques des années 1930 sont progressivement remplacées. En 1984, le téléphérique du Mont d'Arbois est remplacé par la télécabine du Mont d'Arbois. À cet effet, la gare amont est montée au sommet du Mont d'Arbois, qui se situe sur la commune de Saint-Gervais-les-Bains, afin de rejoindre la gare de la télécabine de la Princesse construite en 1974 sur la commune de Demi-Quartier. À Saint-Gervais, une première télécabine avait été construite en 1971 parallèlement au téléphérique Bettex-Mont d'Arbois. Du fait de l'augmentation de la fréquentation hivernale, ces deux installations sont remplacées en 1989 par une unique remontée mécanique : la télécabine du Bettex-Mont d'Arbois. Le téléphérique Saint-Gervais-Le Bettex est lui remplacé par un double monocâble (DMC) en 1984.

#### Développement du domaine desPortes du Mont-Blanc

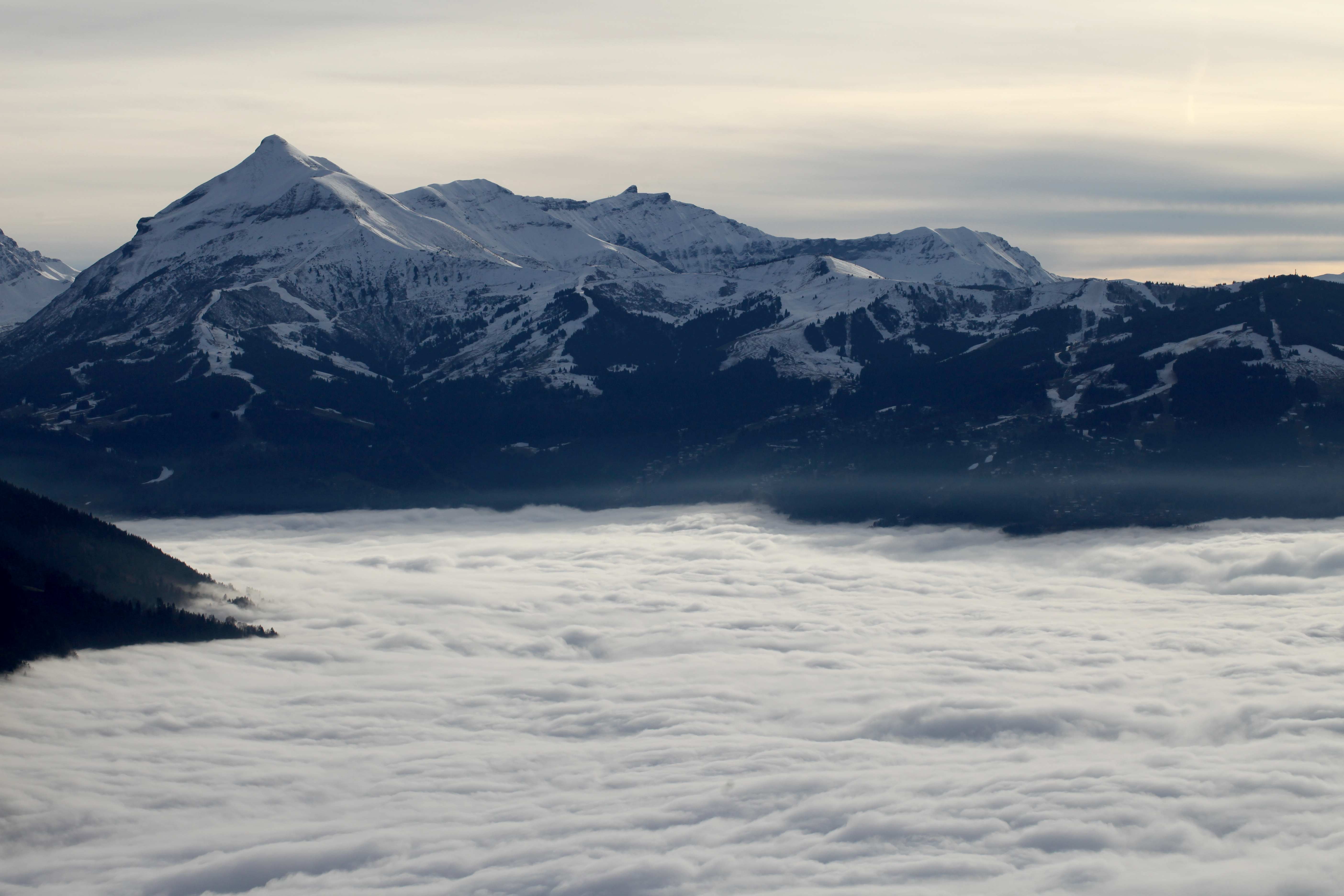
Vue du Mont Joly et des pistes de Saint-Gervais-les-Bains et Saint-Nicolas-de-Véroce

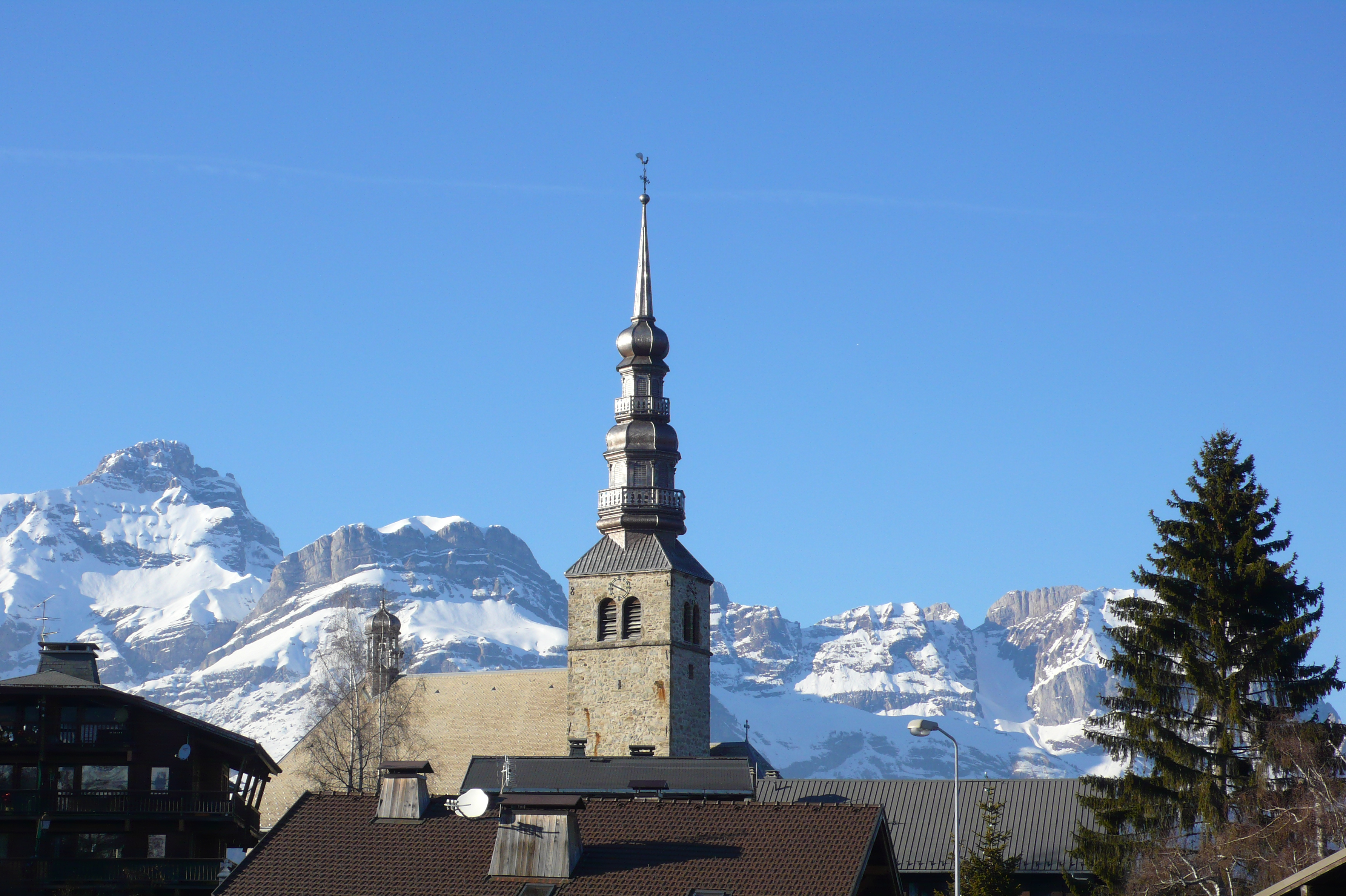
Le clocher de l'église de Combloux avec en arrière-plan les Aravis

La commune de Megève développe après la guerre son versant le plus ensoleillé, situé sur les pentes des Aravis, avec l'ouverture en 1952 de la télécabine du Jaillet. Cela permet progressivement de relier la commune de La Giettaz, au pied du col des Aravis : après des téléskis installés dans les années 1950, un télésiège est installé au Christomet en 1979. La construction en 1960 du téléski de Crève Cœur avait également permis de développer le domaine en reliant le village de Combloux et son domaine skiable au Jaillet.
Au sein du vaste domaine des Portes du Mont-Blanc, le domaine de La Giettaz-en-Aravis était isolé, même si le télésiège du Christomet inauguré en 1979 a permis de basculer sur cette station, sans pouvoir en revenir. Depuis 2004 et l'installation du téléski Charmots, le retour sur Megève - Le Jaillet est possible à ski.

#### Projet de liaison avec les Contamines-Montjoie/Hauteluce
À plusieurs reprises, l'idée a été émise par les élus des communes de Saint-Gervais-les-Bains et des Contamines-Montjoie de réaliser une liaison au sommet du Mont Joly qui permettrait de relier à ski deux parties du domaine Évasion Mont-Blanc par plus de 10 km par la route. Un Syndicat intercommunal du Mont Joly a été créé en 1987 afin de lancer ce projet. Entre 2014 et 2020, les tensions entre les deux communes ont rendu impossible l'avancée de la liaison. Après une reprise des discussions en 2020, le projet est définitivement abandonné en 2022 et le syndicat intercommunal dissout. Pour autant, le maire de Saint-Gervais envisage toujours une liaison par l'Aiguille Croche. France Nature Environnement considère l'abandon de ce projet comme une victoire, après avoir créé en 2001 une association pour la sauvegarde du massif du Mont-Joly (ASMMJ).

### Conflits autour de la rénovation et de l'exploitation dans les années 2010

#### Investissements de la STBMA
À partir des 2010, les remontées mécaniques de Saint-Gervais-les-Bains datant des années 1970 et 1980 sont progressivement remplacées, en commençant par le télésiège des Monts Rosset, situé sur la crête entre Saint-Gervais et Combloux. L'ancien télésiège Weber est remplacé par un télésiège débrayable 6 places en 2011. Par la suite, la plupart des télésièges fixes ou vieillissants sont remplacés, comme ceux du Mont Joux, de l'Épaule, des Chattrix et de l'Arbois (ce dernier devenant le télésiège des Nants). Après avoir signé la délégation de service public avec la STBMA  pour la période 2019-2049, la Commune de Saint-Gervais prévoit des investissements échelonnés jusqu'à cette date dont les prochains sont la restructuration des secteurs du Mont Joly (prévue pour 2026) et du Bettex (prévue en 2024).
Dans le cadre des projets d'aménagements de Saint-Gervais lancés par le maire Jean-Marc Peillex, le DMC Saint-Gervais-Le Bettex est remplacé par la télécabine l'Alpin et la télécabine du Valléen est construite, permettant de relier la gare SNCF du Fayet à la gare aval de l'Alpin. Ces deux installations sont exploitées par la STBMA et sont inaugurées en 2024.
La société saint-gervolaine investit également massivement dans la neige de culture, investissement réalisé conjointement avec la commune de Saint-Gervais. Ainsi, en 2015, la station équipe de canons à neige la piste rouge St Gervais qui permet de descendre du Bettex (1400m d'altitude) à la gare du Châtelet d'où part l'Alpin et où arrive le Valléen (850m). Ces investissements sont continus depuis le début des années 2000. En 2011, la Commune cofinance un vaste plan d'enneigement de la station. En 2019 est créée la retenue collinaire du Mont Joux qui a le double objectif de permettre l'enneigement l'hiver et de favoriser l'accès à l'eau pour le pastoralisme hors saison hivernale.

#### Projet de travaux sur le massif de Rochebrune
En 2018, à la suite d'une consultation publique, la commune de Megève décide de la restructuration du massif de Rochebrune. Alors que cette partie du domaine skiable est déficitaire, ce qui oblige le démontage du télésiège Super-Megève en 2006 et la vente en 2017 des parts détenues par la commune à la SRMM à la Compagnie du Mont-Blanc, est décidé l'investissement massif pour faciliter la liaison entre Rochebrune et Côte 2000. Ainsi, il est prévu que les téléskis Lanchettes et Rochefort, difficiles et où l'attente est longue en période d'affluence, ainsi que les télésièges Jardin et Petite Fontaine, seront démontés pour laisser place à deux grands télésièges débrayables et un téléski sur les crêtes.
Les travaux de cette restructuration débutent en 2022. Néanmoins, en novembre de la même année, France Nature Environnement émet une requête contre ces travaux qu'elle dénonce comme un « prétexte à l'extension du domaine skiable ». Les travaux sont arrêtés dans l'attente de l'examen des recours, alors que la juge des référés à rejeter le caractère d'urgence de la requête. Le Conseil d'État déjuge la décision du tribunal administratif en avril 2024, ce qui est une victoire pour les associations environnementales : les travaux sont ainsi suspendus, alors que près de 9 ha ont déjà été défriché, sur 9,8 nécessaires, et que certaines gares ont déjà été montées. 
En attente d'une décision définitive, des manifestations sont organisées à Megève pour « sauver le domaine de Rochebrune ».

#### Conflits entre Saint-Gervais et Megève sur l'exploitation du Mont d'Arbois

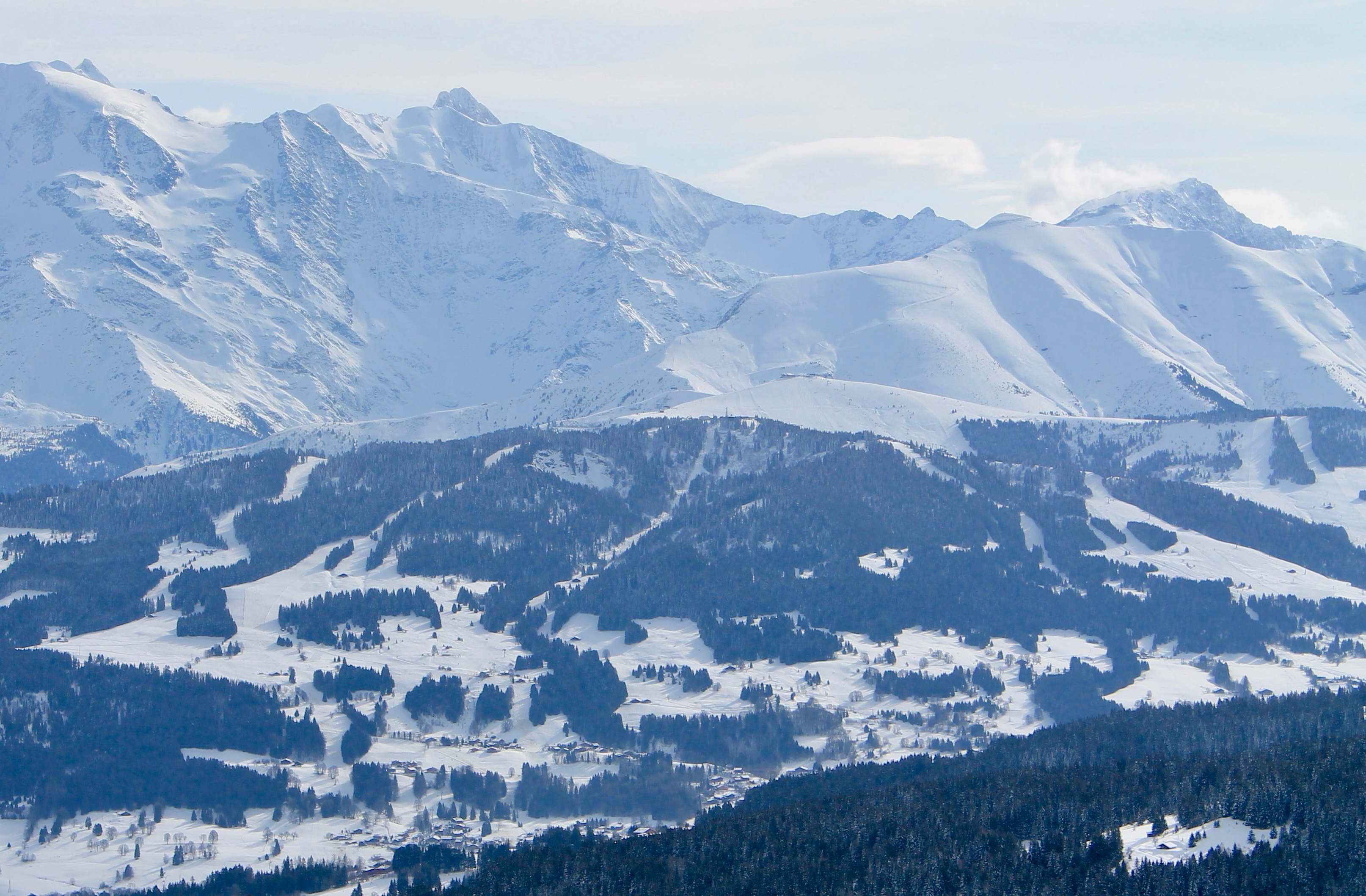
Le domaine des Crêtes en hiver, ici le versant de la Princesse (communes de Demi-Quartier et Saint-Gervais)

La plupart des remontées mécaniques du domaine Évasion Mont-Blanc sont situées sur le territoire d'une unique commune. Néanmoins, sur le secteur du Mont d'Arbois et depuis la construction de la Télécabine de la Princesse, les remontées suivantes ont leur gare aval sur le territoire d'une commune et leur gare amont sur le territoire de Saint-Gervais, qui possède le sommet du Mont d'Arbois : télécabine du Mont d'Arbois (gare aval à Megève), télésiège de l'Idéal (Megève), téléski des Étudiants (Megève) et télécabine de la Princesse (Demi-Quartier). De fait, il existe une Délégation de service public (DSP), nommée DSP des Crêtes. Chacune des communes devait alors choisir une société d'exploitation délégataire et passer un contrat avec elle. L'exploitation de ces différentes remontées avaient été attribuées par trois contrats (pour chacune des communes) à la société des remontées mécaniques de Megève. Ce contrat arrivait à terme en 2019 pour la commune de Saint-Gervais-les-Bains, en 2023 pour la commune de Megève et en 2032 pour la commune de Demi-Quartier. Afin de renégocier le contrat et de s'accorder sur la société qui exploitera le les remontées de la DSP des Crêtes, les trois communes acceptent d'harmoniser la fin du contrat pour 2024.
En 2024, les trois communes s'accordent sur la création d'un syndicat intercommunal à vocation unique (SIVU) afin de gérer cette partie du domaine skiable. Pour le maire de Saint-Gervais-les-Bains Jean-Marc Peillex, ce syndicat doit également permettre de renégocier la répartition des recettes du forfait Évasion Mont-Blanc, estimant que la commune de Saint-Gervais et la société des téléportés Bettex Mont d'Arbois ont effectué de nombreux investissements qui attirent les skieurs mégevans sur le domaine de Saint-Gervais.
Il était convenu qu'une unique société délégataire serait choisie par le SIVU pour exploiter les remontées. Les deux sociétés en concurrences étaient donc la SRMM et la STBMA. Néanmoins, la procédure a été avortée en février 2024 après que les deux maires de Megève (Catherine Jullien-Brèche) et de Saint-Gervais-les-Bains (Jean-Marc Peillex) sont rentrés en conflit sur la procédure. Ainsi, aucune société n'est choisie pour exploiter les remontées mécaniques de la DSP des Crêtes pour l'hiver 2024-2025 et un marché gré à gré est passé avec la SRMM pour maintenir l'activité jusqu'au 31 mai 2025.
Depuis l'échec de l'appel d'offres, de nombreuses polémiques ont émaillé le conflit entre Saint-Gervais et Megève. après une proposition de la commune de Megève de racheter les terrains du sommet du Mont d'Arbois, le maire de Saint-Gervais-les-Bains a évoqué publiquement une volonté d'annexion d'une partie du territoire de Saint-Gervais par Megève. 
Après que la maire de Megève a attaqué en justice la commune de Saint-Gervais, Jean-Marc Peillex publie le 7 mai 2024 sur le réseau social Facebook une vidéo vidéo intitulée « Megève attaque Peillex » et qui reprend le film La Chute. La maire de Megève y est comparée à Adolf Hitler. La maire de Saint-Gervais est donc condamné en février 2025 à 2000€ d'amende par le tribunal correctionnel de Lyon. Début mars 2025, la DSP des Crêtes n'a aucune garantie d'être exploitée pour l'hiver 2025-2026,,,.

## Vulnérabilité face au réchauffement climatique
Le domaine Évasion Mont-Blanc se situe à moyenne altitude, puisque l'ensemble des départs de piste s'élèvent à moins de 1400m, ce qu'on peut observer dans le tableau suivant.
| Station                   | Altitude |
| ------------------------- | -------- |
| Cordon                    | 1050 m   |
| Combloux                  | 1000 m   |
| La Giettaz                | 1200 m   |
| Demi-Quartier (Princesse) | 1050 m   |
| Megève Le Jaillet         | 1120 m   |
| Megève Rochebrune         | 1150 m   |
| Megève Mont d'Arbois      | 1290 m   |
| Saint-Gervais Le Bettex   | 1400 m   |
| Saint-Gervais Mont Blanc  | 850 m    |
| Saint-Nicolas-de-Véroce   | 1180 m   |
| Les Contamines-Montjoie   | 1150 m   |

Le journal Le Monde reprend le rapport de la Cour des Comptes publié en février 2024 pour dresser un indice de vulnérabilité des stations de sport d'hiver en France. Parmi les 50 stations les plus vulnérables, apparaissent les Portes du Mont-Blanc, Saint Gervais Mont Blanc, puis viennent dans le premier tiers Saint-Nicolas-de-Véroce et Megève. Selon Le Monde, Les Contamines est la station la moins menacée du domaine Évasion Mont-Blanc, se situant à la 92e position, sur 163 stations classées.
Selon Météo France, les Alpes Françaises se réchauffent à un rythme supérieur au reste de l'Europe, au rythme d'environ 0,3°C par décennie, ce qui fait augmenter l'altitude d'un enneigement satisfaisant. Toujours selon Météo France, les altitudes de référence augmentent de 100 à 250 mètres par degré de réchauffement en plus. Si les hivers sont de moins en moins enneigés, l'adaptation du domaine reste compliquée. Par exemple, à Combloux, 32 millions des 38 millions d'euros générés par le tourisme le sont l'hiver grâce au ski et il demeure difficile de trouver une source de revenus aussi importante. Le maire de Saint-Gervais-les-Bains, Jean-Marc Peillex, considère qu'il n'y a pas de réchauffement climatique mais seulement un « changement », et souhaite développer l'enneigement artificiel qu'il voit comme une opportunité toute saison pour la région. Pourtant, les domaines sont marqués par le manque de neige : la station de Saint-Gervais a dû fermer ses portes avec deux semaines d'anticipation en 2024. La station des Contamines-Montjoie résiste mieux puisque lorsque la neige manque à Combloux, Saint-Gervais ou Megève, les licenciés des clubs de ski peuvent aller y skier avec plus de fiabilité.
La dépendance des stations de ski à la neige artificielle peut elle aussi être remise en question dans la mesure où une température minimale est nécessaire pour le fonctionnement des canons à neige (entre -2°C et 5°C). Ainsi, l'épreuve de coupe du monde de ski cross a dû être annulée en 2023 à Megève (Côte 2000), à cause des températures qui rendaient impossibles l'enneigement artificiel des pistes.

## Pistes de ski et remontées mécaniques par domaine

### Domaine des Portes du Mont-Blanc (Combloux, Cordon, La Giettaz, Le Jaillet) (78,744km réels, 100km annoncés)

#### Combloux

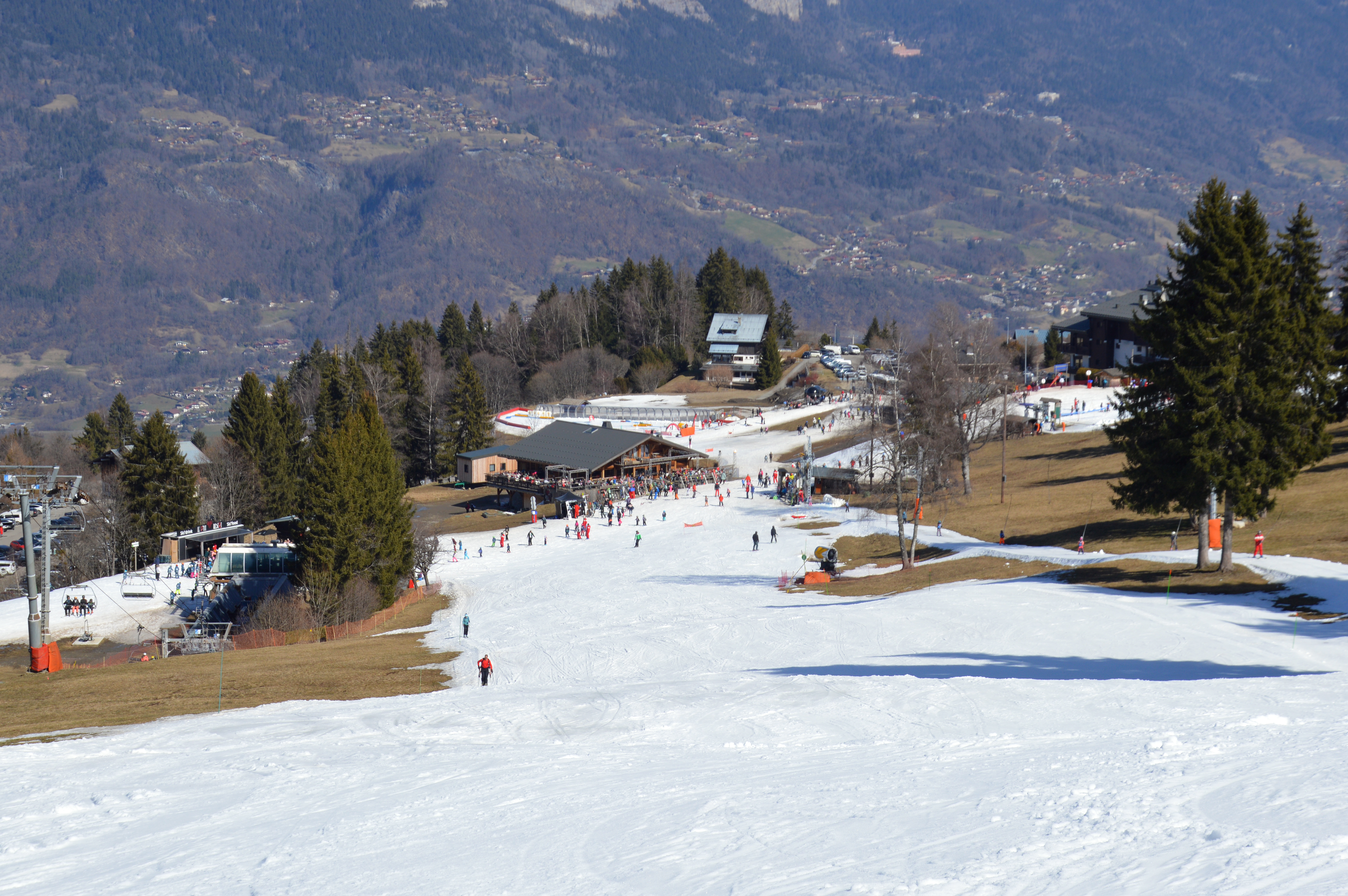
Le front de neige de Combloux.

##### Pistes de ski alpin (26,019km)
- Vertes (2,998km) : Baghera (1060m) - Écureuil (205m) - Baby stade (608m) - Vion d'chien (?m) - Roitelets (1125m)
- Bleues (8,892km) : Gentiane (2642m) - Papa (2024m) - La Croix (2885m) - Plaine Joux (1341m)
- Rouges (12,649km) : Pinson (1213m) - Cabri (503m) - Grand Tétras (697m) - Bouquetins (1823m) - Rhodos (stade de slalom) (907m) - Choucas (1066m) - Mélèzes (1841m) - Ambourzalles (1367m) - Porrez (921m) - Jorace (2311m)
- Noires (1,480km) : Blaireau (543m) - Grand Cerf (937m)

##### Remontées mécaniques
- Téléski du Bouchet (TKD1) - Téléski de Mowgli - Téléski des Garettes - Téléski des Brons - Téléski de Crêve Cœur (TKD1)
- Télésiège fixe du Jouty (TSF4)
- Télésiège débrayable de Beauregard (TSD4) - Télésiège débrayable de Pertuis (TSD6)

#### Cordon

##### Pistes de ski alpin (9,752km réels, 10km annoncés)
- Vertes (0,291km) : Lutins - Dandry (291m)
- Bleues (2,694km) : Frébouge (720m) - Darbelin (581m) - L'Herney (1393m)
- Rouges (6,767km : La Pirolaine  (1281m) - Les Fieux (1131m) - Stade de slalom (469m) - Les Chars (1030m) - Les Converses (1187m) - La Croix (1286m) - Frébouge (383m)

##### Remontées mécaniques
- Télécorde des Lutins
- Téléski de Frébouge - Téléski des Fieux - Téléski du Dandry - Téléski de l'Herney 1 - Téléski de l'Herney 2

#### La Giettaz

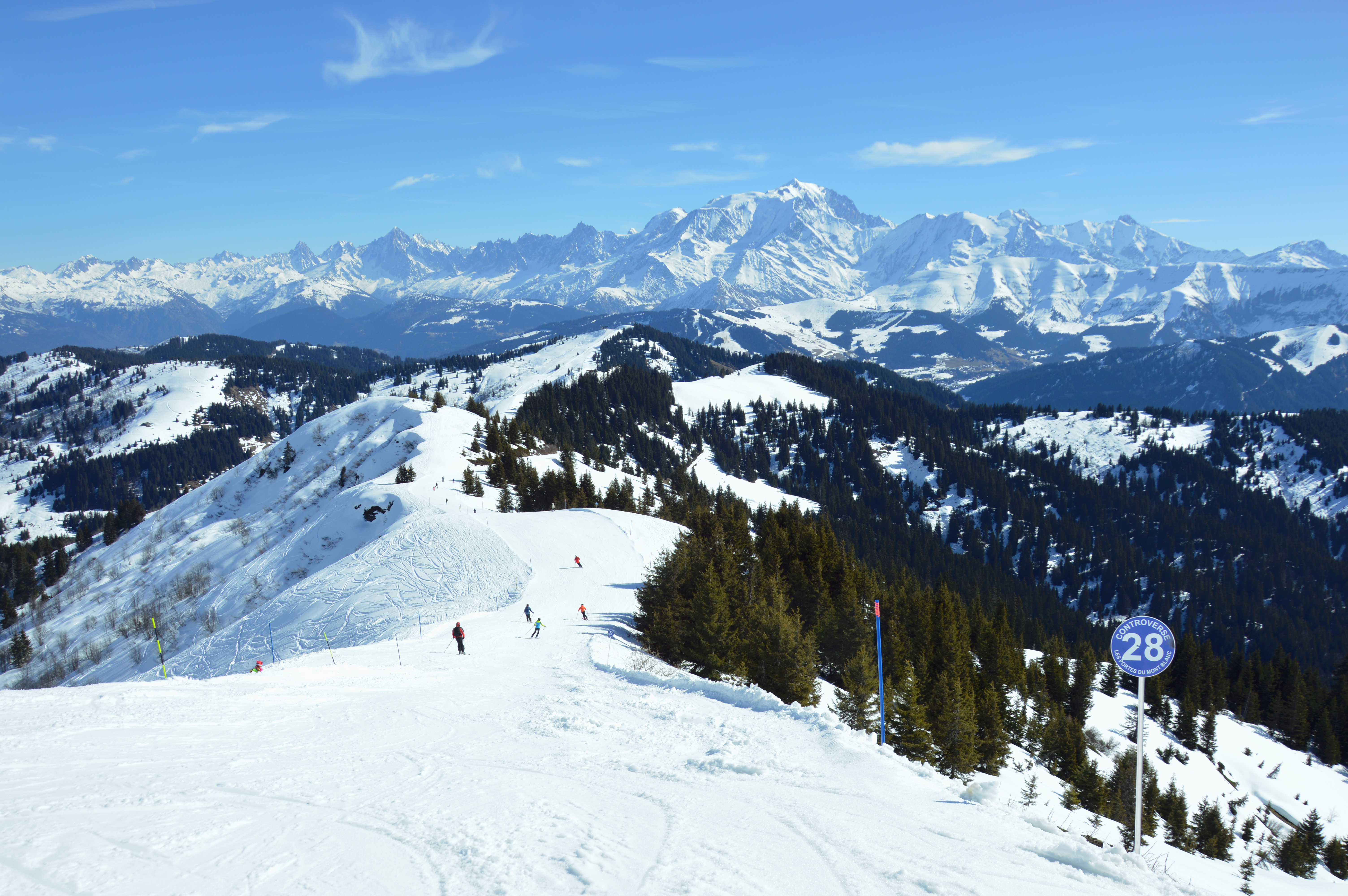
Vue du massif du Mont-Blanc depuis la tête du Torraz à La Giettaz.

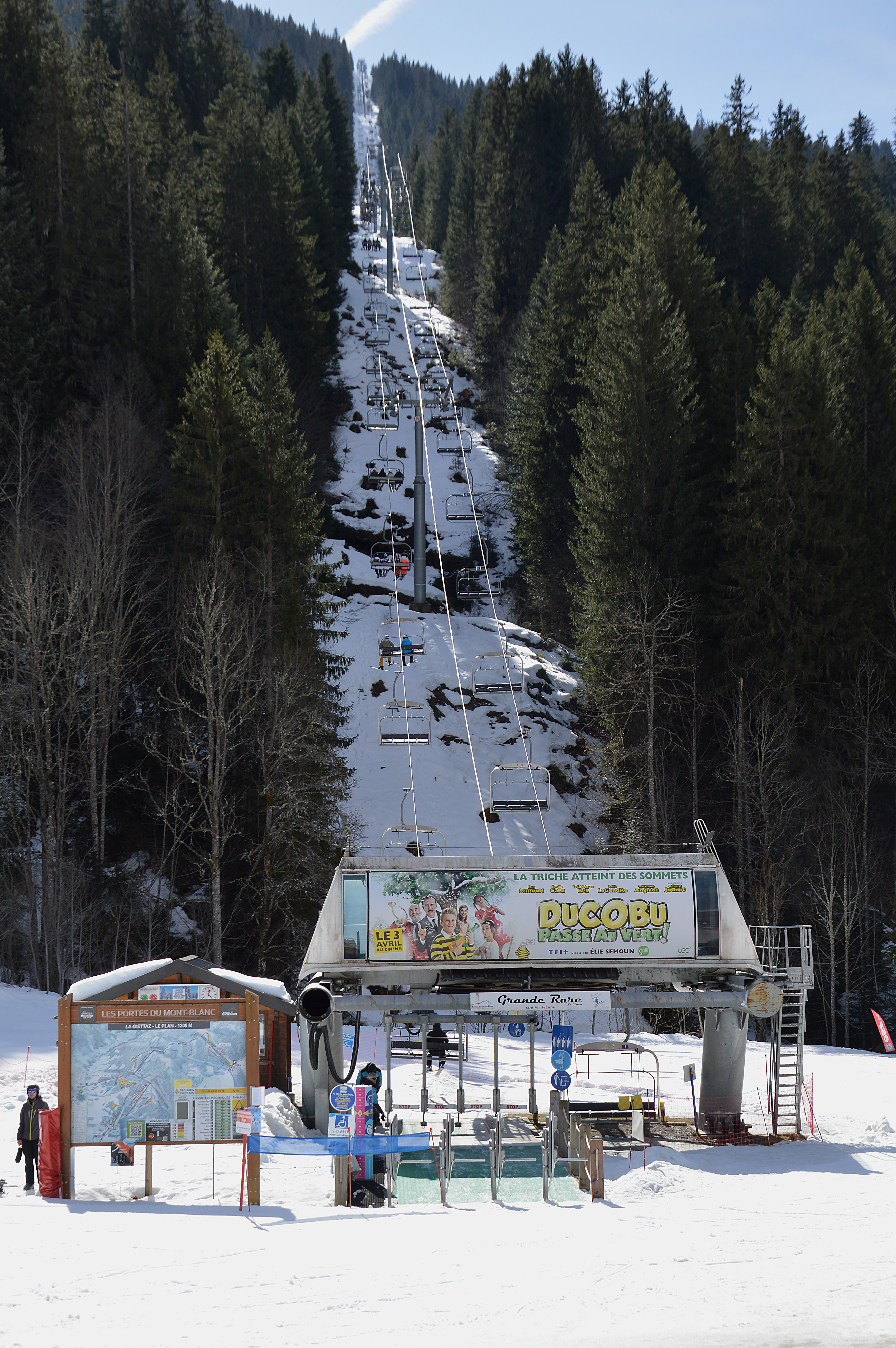
Télésiège fixe de la Grande Rare.

##### Pistes de ski alpin (20,101km)
- Vertes (0,195km) : Covagnet (127m) - Covagnet plan (68m)
- Bleues (9,528km) : Controverse Torraz (1204m) - Controverse Christomet (1254m) - Treffléannaise (4813m) - Bonjournal (340m) - Blanchots (1399m) - Blanchots Variante (518m)
- Rouges (7,284km) : Boënet (1275m) - La Couvée (538m) - Éterlou (1043m) - Chevreuils (1710m) - Chevreuils crête (784m)- Goulet (1216m) - Goulet traversée (718m)
- Noires (3,094km) : Varosses (895m) - Varosses Bolets (791m) - Chamois (571m) - Rhodos (837m)

##### Remontées mécaniques
- Tapis du Plan
- Télécorde du Front de Neige
- Téléski du Covagnet (TKE1) - Téléski du Torraz (TKD1) - Téléski des Charmots (TKE1) - Téléski du Bonjournal (TKE1)
- Télésiège fixe de la Grande Rare (TSF4) - Télésiège fixe de la Tête du Torraz (TSF4)

#### Megève-Le Jaillet

##### Pistes de ski alpin (22,872km)
- Vertes (1,569km) : Jardineige - Piou-Piou - Dames (1569m)
- Bleues (11,399km) : Gélinotte (2224m) - 7 Nains (3130m) - Père Noël (2281m) - Essertons (613m) - Salles (584m) - Bel Ava (2567m)
- Rouges (6,794km) : Gypaète (2152m) - Gypaète Bis (277m) - Étoile (1387m) - Ravine (749m) - Frasses (395m) - Prés (1302m) - Bel Ava bis (532m) [à modifier (piste prolongée saison 2021-2022)]
- Noires (3,110km) : Moineau (1037m) - Aigle (1561m) - Coq (512m)

##### Remontées mécaniques
- Tapis Piou-Piou
- Téléski Pattes 1 - Téléski Pattes 2
- Télésiège fixe de la Ravine (TSF4) - Télésiège fixe des Prés (TSF4)
- Télésiège débrayable du Christomet (TSD6)
- Télécabine du Jaillet

### Domaine de Megève - Saint-Gervais

#### Megève-Rochebrune
Le domaine de Rochebrune est le deuxième domaine skiable de la commune de Megève. Il comprend un téléphérique, deux télécabines, sept télésièges et cinq téléskis.

##### Pistes de ski alpin
- Vertes : Coccinelle - Capucine - Marmots - Papillon - A - Tour bis - Rosière - Flocon - Plaine Joux - Géant
- Bleues : Village - Tour - Girolle - Retour Alpette - Mouillettes - Variante Mouillettes - Forestier - Thurn - Jardin - Airelles - Pré Rosset
- Rouges : Olympique - Stade Slalom - Mouillebiot - A2 - Raverette - Alpette - Scion - Fontaine - Sallanglaz - Lanchettes - Chalets - Chamois
- Noires : Combe Allais - Bosses Alpette - Super Megève - Marmotte - Descente - Soleil

##### Remontées mécaniques
- Tapis Lady - Tapis Schuss
- Téléski de Moutely - Téléski du Cabochon - Téléski Village - Téléski du Tour - Téléski de Roche Fort - Téléski des Lanchettes - Téléski de Plaine Joux
- Télésiège fixe du Petit Rochebrune - Télésiège fixe du Jardin - Télésiège fixe des Grands Champs - Télésiège fixe du Radaz - Télésiège fixe de la Côte 2000
- Télésiège débrayable de l'Alpette - Télésiège débrayable de la Petite Fontaine
- Télécabine du Chamois - Télécabine de la Caboche
- Téléphérique de Rochebrune
- DMC du Rocharbois

#### Megève-Mont d'Arbois
Le mont d'Arbois est le domaine skiable le plus célèbre de Megève. C'est une montagne de Haute-Savoie située dans le val d'Arly, sur la commune de Saint-Gervais-les-Bains, et dominant Sallanches.

##### Pistes de ski alpin
- Vertes : Myrtille - La Plan - Lutin - Débutant - Mandarines - Alpage - Lanches d'Arbois - Mandarines
- Bleues : Noémie - Oratoire - Idéal - Encraty - Prapacot
- Rouges : Grand Bois - Milloz - Calvaire - Belle d'Arbois - Adrien Duvillard Sr. - Schuss - Combe - Bruyère - Étudiants - Rare
- Noires : Princesse - Bridans - Voltigeurs - Sanglier

##### Remontées mécaniques
- Tapis Jardineige - Tapis Ourson
- Téléski du Petit Bois - Téléski Débutant - Téléski du Grand Vorasset - Téléski du Petit Vorasset - Téléski des Mandarines - Téléski des Étudiants
- Télésiège débrayable de l'Idéal
- Télécabine de la Princesses (2 tronçons) - Télécabine du Mont d'Arbois

#### Saint-Gervais-Le Bettex-Les Communailles

##### Pistes de ski alpin
- Vertes : École - Poue Blanche - Pierre - Chateluy - Évasion - Marmottons
- Bleues : Finance - Chenaz - Orgères - Ravière - Grand Montaz - Sources - Fenils - Monchus - Argent
- Rouges : Saint-Gervais - Marmire - Crête - Clairière - Vardasses - Rolles - Stade Rolles (slalom) - Chaillettes - Stade Slalom - Joux - Valamonts
- Noires : Michel Dujon - Arcosses - Rosay

##### Remontées mécaniques
- Téléski École - Téléski du Bettex - Téléski de Venaz - Téléski des Bosses - Téléski des Comunailles - Téléski du Freddy - Téléski de l'Évasion - Téléski du Col
- Télésiège fixe de Pierre Plate - Télésiège fixe d'Arbois - Télésiège fixe du Mont Joux III
- Télésiège débrayable des Monts Rosset - Télésiège débrayable du Mont Joux - Télésiège débrayable de La Croix
- Télécabine du Bettex-Mont d'Arbois
- L'Alpin

#### Saint-Nicolas-de-Véroce

##### Pistes de ski alpin
- Vertes : Débutant
- Bleues : Retour Village - Chattrix - Cabri - Plateau - Petit Choucas - Blaireau - Clémentine
- Rouges : Petite Épaule - Loutres - Schuss - Coq Bruyère - Olympique - Marmottes - Grande Épaule - Blanchot - Chevreuil
- Noires : Grand Choucas - Perdrix Blanches - Chamois

##### Remontées mécaniques
- Téléski Débutant - Téléski du Plateau - Téléski de Vanay - Téléski de Gouet
- Télésiège fixe du Chef Lieu - Télésiège fixe du Mont Joly
- Télésiège débrayable de la Croix du Christ - Télésiège débrayable de l’Épaule - Télésiège débrayable des Chattrix

### Domaine des Contamines-Montjoie – Hauteluce

#### Pistes de ski alpin
- Vertes : Dahu - Morgiers - Verdasses - Foyères - Signal - Route Col-Signal - Route Col-Ruelle - Ruelle - Écureuils
- Bleues : Village - Variante - Montjoie - Jonction - Combe - Coins - Monument - Boulevard - Choucas - Col - Croix
- Rouges : Retour Gorge - Retour Lay - Bûche - Gentianes - Frédzé - Bretelle - Chamois - Col - Rhodos - Tierces - Nant Rouge - Besoens - Bartavelle - Aiguille - Plans - Choton - Marmottes - Belleville - Bouquetins
- Noires : Tobogan - Joux - Olympique - Grevettaz - Rebans - Liaison - Croche - Prés
- Le stade de slalom François Bonlieu

##### Remontées mécaniques
- Téléski des Loyers - Téléski Télébaby - Téléski des Foyères - Téléski du Signal - Téléski de la Grevettaz - Téléski du Veleray - Téléski du Monument - Téléski des Pierres Blanches - Téléski de Roselette - Téléski du Choton - Téléski du Plan - Téléski de la Ruelle
- Télésiège fixe de l'Aiguille - Télésiège fixe Jonction
- Télésiège débrayable des Tierces - Télésiège débrayable du Montjoie - Télésiège débrayable du Col - Télésiège débrayable de Bûche Croisée - Télésiège débrayable de Nant Rouge - Télésiège débrayable de l'Olympique
- Télécabine de Montjoie - Télécabine de la Gorge - Télécabine du Signal - Télécabine de la Ruelle

## Transports
Pour relier les secteurs non accessibles par remontées mécaniques, des navettes gratuites existent sur les communes de Megève et Saint-Gervais pour relier les différents secteurs. À Megève, des navettes gratuites (meg-bus) relient le village, la Côte 2000, le Mont d'Arbois, Rochebrune et le Jaillet, permettant de faire la liaison entre les différents domaines. Depuis le Jaillet, il est possible de rejoindre à ski l'ensemble des Portes du Mont-Blanc.
À Saint-Gervais, des navettes gratuites (Facilibus) permettent de faire la liaison entre les parkings de Saint-Nicolas-de-Véroce, des Communailles, du Bettex et du Châtelet. La ligne de bus Y84 du réseau Auvergne-Rhône-Alpes permet de relier Sallanches aux Contamines, mais aucune liaison n'existe organisée par le domaine skiable. De même, la ligne Y86 permet de relier Sallanches et Cordon.